# Anima e corpo (film 1947)
Anima e corpo (Body and Soul) è un film del 1947 diretto da Robert Rossen.
Conosciuta ed acclamata dalla critica come una delle più realistiche e dure trasposizioni sul mondo del pugilato americano degli anni quaranta, l'opera vinse l'Oscar al miglior montaggio, mancando però la vittoria in altre due categorie, tra cui l'Oscar al miglior attore per John Garfield, qui in una delle sue ultime apparizioni cinematografiche prima della prematura scomparsa avvenuta nel 1952.

## Trama
Il film è incentrato sull'ascesa di Charlie Davis nel mondo del pugilato, a partire dall'impegno come dilettante per giungere poi al professionismo. Cresciuto in una famiglia modesta, grazie allo sport diventa ricco in breve tempo; tuttavia, finisce presto vittima del giro di affari loschi che caratterizza l'ambiente del pugilato americano di quegli anni, a causa soprattutto degli uomini senza scrupoli che gli ruotano attorno e che guadagnano col suo lavoro. Charlie è addirittura indotto a combinare il suo ultimo incontro, pur di intascare una notevole somma scommettendo sul suo avversario. Tuttavia la sua compagna, Peg, e Ben, un pugile battuto da Charlie in passato in un incontro deciso a tavolino dai rispettivi manager, lo fanno riflettere sul mondo corrotto che lo circonda e che lo ha contagiato, portandolo così a ribellarsi e a vincere l'ultimo match della sua carriera.

## Remake
Nel 1981 il regista George Bowers ha diretto il remake della pellicola, uscito in Italia con il titolo Il guerriero del ring.